# Pardosa laevitarsis
Pardosa laevitarsis este o specie de păianjeni din genul Pardosa, familia Lycosidae, descrisă de Tanaka și Suwa, 1986. Conform Catalogue of Life specia Pardosa laevitarsis nu are subspecii cunoscute.